# Ала ад-дін Хусейн-шах
Ала ад-дін Хусейн-шах (бенг. আলাউদ্দিন হোসেন শাহ; д/н —1519) — султан Бенгалії у 1494—1519 роках. Відновив політичну та економічну потугу держави, значно розширив її кордони. В цей час також відбувається нове культурне піднесення.

## Життєпис

### Молоді роки
Ймовірніше на лежав до сеїдів, нащадків Хусейна ібн Алі. Син Саїда Ашрафа аль-Хусайні, що свого часу перебрався з Термезу до Чандпуру в Бенгальського султанаті. Його матір'ю була місцева аристократка, можливо з династії Ганеша. Припускають, що Хусейн народився у Рангпурі. Тут разом зі старшим братом Юсуфом навчався в місцевого каді. Замолоду був ракхалом (охоронцем черед корів) брагманів, потім служив під орудою податківця Субуддхі Раї в Лахнауті.
Припускають, що розгардіяж в султанаті, що почався після смерті Юсуф-шаха у 1481 році сприяв просуванню Хусейна кар'єрними шаблями. В будь-якому разі за панування султана Музаффар-шаха обіймав посаду візира. 1494 року внаслідок змови з паїками (палацовими охоронцями) або внаслідок повстання повалив султана, захопивши владу. Заснував власну династію Хусейн-шахів.

### Султанування

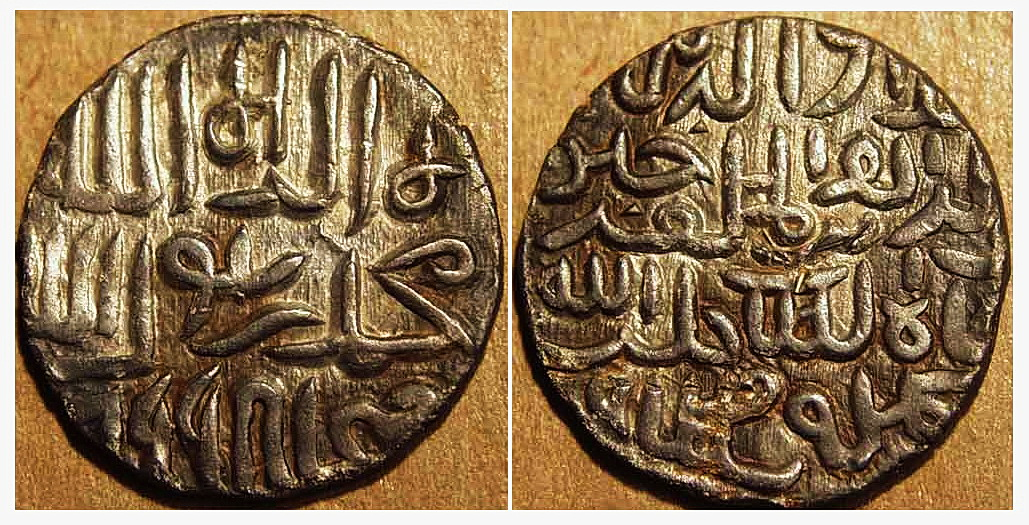
Танка (срібна монета) Хусейн-шаха

З самого початку стикнувся з всевладдям військовиків, які незважаючи на заборону, розграбували Лахнауті. У відповідь султан наказав стратити 12 тис. вояків та повернути награбоване, серед яких 13 000 золотих пластин. Згодом він розпустив пайків з хабші (абіссинських рабів), чим послабив загальним вплив останніх в державі. Потім усунув усіх хабші з адміністративних посад, замінивши їх тюрками, арабами, афганцями та бенгальцями. В результаті більшість хабші мігрували до Гуджаратського і Бахманідського султанатів.
Такі дії послабили військову потугу султанату, чим вирішив скористатися делійський султан Сікандар Лоді, який вдерся до Бенгалії у 1495 року. Як привод він використав надання прихистку бенгальським султаном у 1494 році колишньому джаунпурському султану Хусейн-шаху. Проте бенгальське військо (поповнене джаунпурцями) на чолі із Дан'ялом, сином Ала ад-дін Хусейн-шаха. в битві біля Барху (поблизу Патни) зупинило вороже військо. За умовами угоди Біхар було розділено від сторонами, внаслідок чого за бенгалією залишилася східна частина.
1497 року спроба бенгальського війська вдертися до Гаджпатського царства була зупинена. 1498 року скористався внутрішньою колотнечею в державі Камата, відправив військо на чолі із Шах Ісмаїлом Газі, який переміг та полонив магарджу Ніламбара, приєднавши більшу частину Камати до султанату (включно з місто Хаджо). В решті поставив дрібних раджей, які стали його васалами. Після того він розширив зону свого впливу до кордонів Ахому.
З 1509 року почалися війни з Гаджапатською державою. Спочатку вдалося взяти в облогу ворожу столицю Каттак та захопити священне індуїстське місто Пурі. Але в цей час магараджахіраджа Пратапарудрадева повернувся з походу проти Віджаянагару й змусив бенгальське військо відступити до фортеці Мандрана, де відбулася запекла битва, в якій Хусейн-шах зазнав поразки. Але на бік останнього перейшов Говінда Від'ядхара, що допомогло бенгальцям завдати удару Пратапарудрадеві. В подальшому до самого кінця панування султана точилися прикордонні сутички з Гаджапатською державою.
Водночас стикнувся з Базідом, султаном Пратапґарху, що захопив регіон Сілхет на півночі. Запекла війна з ним завершилося перемогою султанового війська на чолі із Сурвар-ханом, який змусив Базіда визнати зверхність Бенгалії, відмовитися від титул султана та сплачувати данину грошима та слонами. Також Хусейн-шах змусив базіда видати заміж свою доньку Лаваняваті за Мір-хана, сина Сувар-хана.
Також 4 рази відправляв війська на підкорення держави Твіпра, лише у 1513 році зумів змусити магарджу Дган'ю Манік'ю часткою володінь. За цим відправив Парагал-хана проти М'яу-У, оскільки його володар Мінраза допомагав Твіпрі й захопив місто Читтагонг. Спочатку було відвойовано Читтагонг, потім бенгальці дійшли до річки Фей. Подальшу кампанію продовжив Чхуті-хан (син Парагал-хана), який скористався боротьбою за владу в М'яу-У, розширивши кордон до річки Каладан та змусив правителя Тхазату визнати зверхність Хусейн-шаха.
Невдовзі за цими подіями до султана прибуло перше португальське посольство, яке домовилося про надання дозвілу на будівництво факторії в Читтгонзі. Водночас довелося придушувати численні повстання раджів в східній Каматі.
Помер Ала ад-дін Хусейн-шах 1519 року. Поховано в мавзолеї в Гаурі. Йому спадкував син Нусрат-шах.

## Культурна діяльність
Сприяв відродженню літератури та науки. Поет Шрікар Нанді написав бенгальську адаптацію «Махабхарати», Кабіндра Парамешвар у творі «Пандаббіджаї» уславив султана, Біджай Гупта — поему «Манасамангал Кав'я», порівнював Хусейн-шаха з Арджуною, ісламський учений шейх Мухаммад ібн Яздан Бахш Бенгалі переписав бенгальською мовою «Сахіх аль-Бухарі» (Наразі рукопис зберігається у Східній бібліотеці Худа Бакша в Бенкіпорі). Його посадовець Яшорадж-хан був автором вайшнавізьких пад (віршів).

### Будівництво

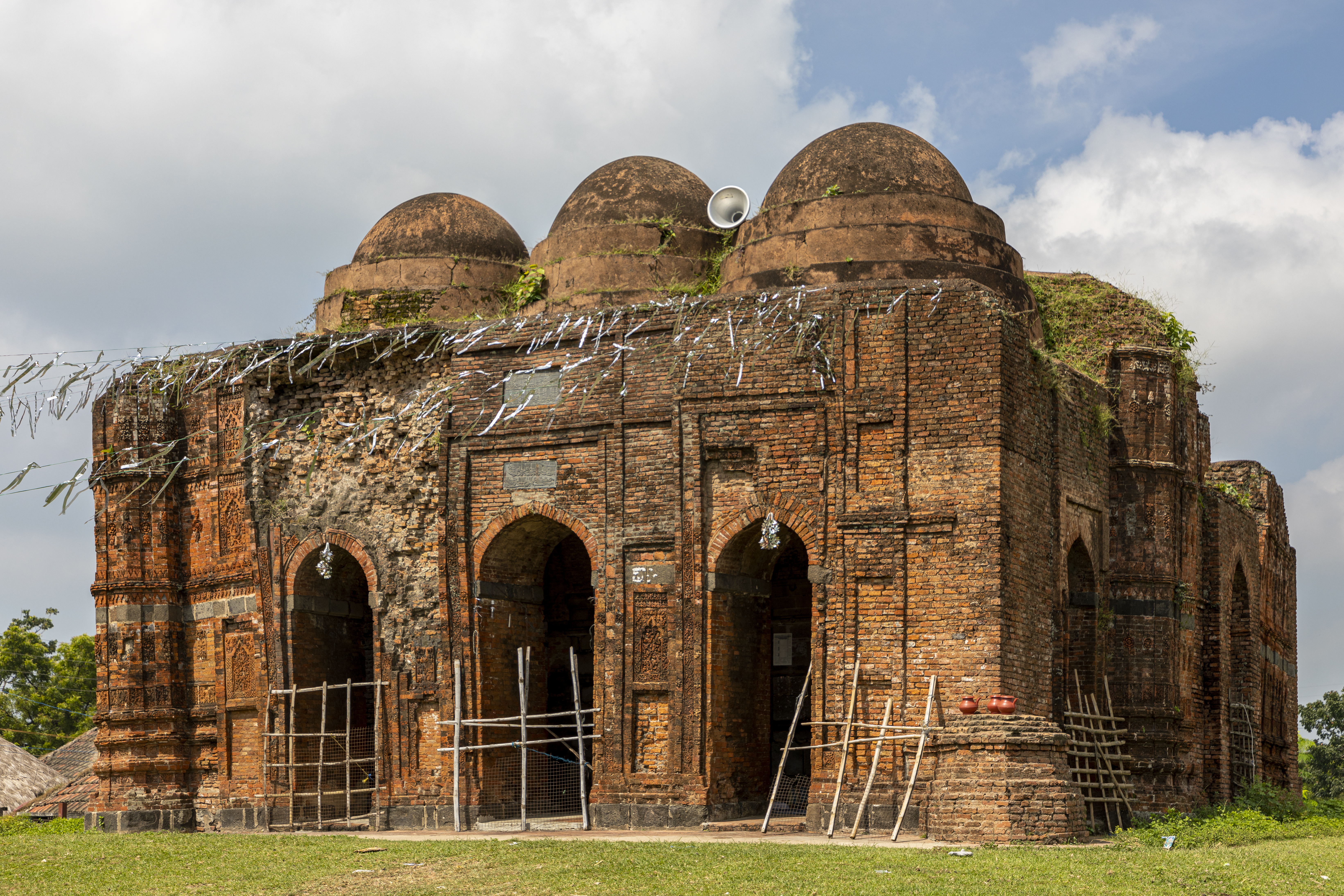
Мечеть Херур

За його наказом було відновлено усі укріплення в країні. 1494 року султан побудував мечеть Херур у Чандпарі. Його валі побудували мечеть Чота Сона Масджид у Гаурі (Лахнауті).